# Велика Аркана
Велика Аркана у контексту тарот карата, представља главне карте у шпилу тарота. Реч „аркана” потиче од латинске речи arcānum, што значи тајна или мистерија. У шпилу тарота, Аркане се деле на две главне групе: Велика Аркана и Мала Аркана.
Овај скуп садржи 22 карте, свака са посебним називима и бројевима (од 0 до 21). Свака карта представља одређене концепте, принципе или архетипове, и сматра се да носи дубљу симболичну поруку и значај. Карте Велике Аркане често се фокусирају на важне животне догађаје или дубоке личне промене. Назив не користе играчи тарока.
Пре 17. века, тарот карте су се користиле искључиво за играње игара, а Луда и 21 адут су једноставно били део стандардног пакета карата који се користио за игре и коцкање. Придаван им је алегоријски и културни значај, али осим тога, адути првобитно нису имали мистични или магијски значај. Са шпилови дизајнираним за карташке игре (тарот карташке игре), ове карте служе као трајни адути и разликују се од преосталих карата – боје карата – које окултисти називају Мале Аркане.
Изрази „Главна“ и „Мала аркана“ се користе у окултним и гатачким применама шпила као у вежбању езотеричног тарота и потичу од Жан-Батиста Питоа (1811–1877), који је писао под именом Пол Кристијан.
Сер Мајкл Дамет пише да су Луда и адути првобитно имали једноставно алегоријско или езотерично значење, углавном настало у 15. веку на италијанским дворовима. Окултни значај је почео да се појављује у 18. веку, када је Антоан Кур де Жебелин (1725-1784), швајцарски свештеник и масон, објавио 2 есеја о Тароту у 8. тому дела под називом фр. Le Monde Primitif (1781) (Првобитни свет), недовршена енциклопедија која се састоји од 9 томова. (1773-1782). Први есеј о тароту у 8. тому Првобитног света - есеј под називом Du Jeu des Tarots (Игра тарота) (на странама 365-394) - је написао Кур де Жебелин, а други есеј - под називом Recherches sur les Tarots, et sur la Divination par les Cartes des Tarots (Студија о таротима и гатању са тарот картама) (на странама 395-410) - написао је Луј-Рафаел-Лукреције де Фајола, гроф од Мелета (1727-1804). Одатле се наставила надоградња окултног и гатачког значаја тарота и Велике и Мале Аркане. На пример, Кур де Жебелин је тврдио да тарот адути имају египатски, кабалистички и божански значај; Етеја (Жан-Батист Але) (1738-1791) развио је метод прорицања помоћу тарота; Елифас Леви (Алфонс Луј Констан) (1810-1875) је радио на томе да се одвоји од египатске природе прорицатељског тарота, враћајући га у Марсејски тарот, стварајући „закривљену“ кабаластичку кореспонденцију, и чак је сугерисао да Велике Аркане представљају фазе живота. Маркиз Станислав де Гуаи (1861-1897) поставио је Велику Аркану као иницијацијску секвенцу која ће се користити за успостављање пута духовног уздизања и еволуције. Године 1980. Сели Николс (1908-1982), јунговски психолог, написала је да тарот има дубок психолошки и архетипски значај, чак и да кодира цео процес јунговске индивидуације.

## Списак карата Велике аркане
Попут раних чопора у италијанским оделима на којима су првобитно били засновани, у картомантичном чопору сваки Велики Аркан приказује сцену, која углавном приказује особу или неколико људи, са много симболичких елемената. У многим шпиловима сваки има број (обично римским бројевима) и име, мада немају сви шпилови оба, а неки имају само слику. Сваки тарот шпил је другачији и носи другачију конотацију са уметношћу, али већина симболике остаје иста. Најранији, прекартомантични шпилови су носили неименоване и ненумерисане слике на својим трионфима илити адутима (вероватно зато што је велики број људи који су их користили у то време били неписмени), а редослед карата није био стандардизован. Снага је постављана традиционално као једанаеста карта, а Правда осма, али је утицајни тарот Рајдер-Вејт променио положај ове две карте како би се боље уклопиле са астролошким кореспонденцијама које је разрадио Херметички ред Златне зоре, према којим је осма карта повезана са Лавом, а једанаеста са Вагом. Данас многи шпилови користе ову нумерацију, посебно у свету енглеског говорног подручја. Оба распореда се сматрају важећим.
| Број                        | Марсеј               | Кур де Жебелен                         | Рајдер-Вејт       | Етеја                 | Пол Кристијан                       | Освалд Вирт | Златна зора       | Књига Теутова (Кроули) |
| --------------------------- | -------------------- | -------------------------------------- | ----------------- | --------------------- | ----------------------------------- | ----------- | ----------------- | ---------------------- |
| 0 (окултно) или ненабројиво | Луда                 | Луда                                   | Луда              | Лудост                | Крокодил                            | Луда        | Луда              | Луда                   |
| I                           | Жонглер              | Маг („Шибицар, или Жонглер”)           | Маг               | Болест                | Магус                               | Маг         | Маг               | Магус                  |
| II                          | Папиница             | Висока свештеница                      | Висока свештеница | Етеја / Упитница      | Капија уточишта (окултног Уточишта) | Свештеница  | Висока свештеница | Свештеница             |
| III                         | Царица               | Царица („Краљица”)                     | Царица            | Ноћ / Дан             | Изида-Уранија                       | Царица      | Царица            | Царица                 |
| IV                          | Цар                  | Цар („Краљ”)                           | Цар               | Подршка / Заштита     | Кубни камен                         | Цар         | Цар               | Цар                    |
| V                           | Папа                 | Јерофант („Високи свештеник”)          | Јерофант          | Брак / Унија          | Господар мистерија (аркана)         | Папа        | Јерофант          | Јерофант               |
| VI                          | Љубавници            | Брак                                   | Љубавници         | (нема)                | Два пута                            | Љубавник    | Љубавници         | Љубавници              |
| VII                         | Кочија               | Озирис Победник                        | Кочија            | Неслагање             | Озирисове кочије                    | Кочија      | Кочија            | Кочија                 |
| VIII                        | Правда               | Правда                                 | Снага             | Правда / Правник      | Темис („Вага и мач”)                | Правда      | Правда            | Прилагођење            |
| IX                          | Пустињак             | Мудрац („Трагач за истином и правдом”) | Пустињак          | Издајник              | Покривена лампа                     | Пустињак    | Пустињак          | Пустињак               |
| X                           | Точак среће          | Точак среће                            | Точак среће       | Срећа / Увећање       | Сфинга                              | Точак среће | Точак среће       | Точак среће            |
| XI                          | Снага                | Храброст („Снага”)                     | Правда            | Снага / Суверен       | Зауздан лав („Укорћени лав”)        | Снага       | Снага             | Пожуда                 |
| XII                         | Обешеник             | Разборитост                            | Обешеник          | Разборитост / Народ   | Жртва                               | Обешеник    | Обешеник          | Обешеник               |
| XIII                        | (Смрт) - неименована | Смрт                                   | Смрт              | Смртност / Ништавило  | Скелетни косач („Косач”, „Коса”)    | Смрт        | Смрт              | Смрт                   |
| XIV                         | Умереност            | Умереност                              | Умереност         | Умереност / Свештеник | Две урне („Геније Сунца”)           | Умереност   | Умереност         | Уметност               |
| XV                          | Ђаво                 | Тајфун                                 | Ђаво              | Велика сила           | Тајфун                              | Ђаво        | Ђаво              | Ђаво                   |
| XVI                         | Божја кућа           | Дворац Плута („Божја Кућа”)            | Кула              | Јад / Затвор          | Обезглављена кула („Муњевита кула”) | Кула        | Разваљена кула    | Кула                   |
| XVII                        | Звезда               | Озирис, Пасја звезда („Сиријус”)       | Звезда            | Опустошење / Ваздух   | Магова звезда                       | Звезда      | Звезда            | Звезда                 |
| XVIII                       | Месец                | Месец                                  | Месец             | Коментари / Вода      | The Twilight                        | Месец       | Месец             | Месец                  |
| XIX                         | Сунце                | Сунце                                  | Сунце             | Просветљење / Ватра   | Пламено светло                      | Сунце       | Сунце             | Сунце                  |
| XX                          | Суд                  | Стварање („Судњи дан”)                 | Суд               | Суд                   | Буђење мртвих (Геније мртвих)       | Суд         | Суд               | Еон                    |
| XXI                         | Свет                 | Свет („Време”)                         | Свет              | Путовање / Земља      | Магова круна                        | Свет        | Свемир            | Свемир                 |

## Езотеризам
До 19. века, за тарот се тврдило да је „Библија Библије“, езотерично складиште свих значајних истина стварања. Тренд је започео истакнути масон и протестантски свештеник Антоан Корт де Жебелин који је сугерисао да тарот има староегипатско порекло и мистични божански и кабалистички значај. Његов савременик, Луј-Рафаел-Лукреције де Фајола, гроф од Мелета, потврдио је тврдње Кур де Жебелина сугеришући (нападнут као погрешан) да је тарот повезан са Ромима и да је заправо утиснута књига Хермес Трисмегиста. Ове тврдње је наставио Етеја. Етеја је првенствено препознат као оснивач и пропагатор гатачког тарота, али је такође учествовао у пропагирању окултног тарота тврдећи да тарот има староегипатско порекло и да је извештај о стварању света и књига вечне медицине. Елифас Леви је ревитализовао окултни тарот повезујући га са мистичном Кабалом и учинио га „главним састојком у магијском предању“. Као што Декер, Депаули и Дамет примећују, „њему (Левију) дугујемо његово (тарот) широко распрострањено прихватање као средства за откривање скривених истина и као документа окултизма... Левијеви списи су формирали канал кроз које је западна традиција магије текла до модерних времена“.

### Мистицизам
Почетком 19. века масонски писци и протестантски свештеници утврдили су тврдње да су тарот адути били ауторитативни извори древне херметичке мудрости, хришћанске гнозе и алата откривања божанског картомантског надахнућа. Године 1870. Жан Батист Питоа (познатији као Пол Кристијан) написао је књигу под насловом фр. Histoire de la magie, du monde surnaturel et de la fatalité à travers les temps et les peuples. У тој књизи, Кристијан идентификује тарот адуте као „принципијелне сцене“ староегипатских иницијацијских „тестова“. Кристијан пружа проширену анализу древних египатских обреда иницијације која укључује пирамиде, 78 корака и иницијално откривање тајни. Декер, Депаулис и Дамет пишу:
At one stage in the initiation procedure, Christian tells us...the postulant climbs down an iron ladder, with seventy-eight rungs, and enters a hall on either side of which are twelve statues, and, between each pair of statues, a painting. These twenty-two paintings, he is told, are Arcana or symbolic hieroglyphs; the Science of Will, the principle of all wisdom and source of all power, is contained in them. Each corresponds to a "letter of the sacred language" and to a number, and each expresses a reality of the divine world, a reality of the intellectual world and a reality of the physical world. The secret meanings of these twenty-two Arcana are then expounded to him.

## Фусноте
1. ↑  Christian, following Lévi, placed his "Crocodile" between Arcanum XX and Arcanum XXI.
2. ↑  Wirth typically placed his unnumbered "Fool" last, but depicted the penultimate Hebrew letter shin (ש) on the card, following Lévi's arrangement of Arcanum 0 between Arcanum XX and Arcanum XXI.[16][17]
3. ↑  Some versions of Crowley's tarot include two additional variants of this arcanum with different artwork.[18][19]
4. ↑  But note that Revak identifies a single card labeled "1. Etteilla/Male querent" that does not correspond to any in the Tarot de Marseille.